# Колкер, Иосиф Григорьевич
Иосиф Григорьевич Колкер (22 мая 1918 года, Тирасполь — 16 сентября 2005 года, Новосибирск) — советский физик, специалист в области прочности летательных аппаратов, доктор технических наук, профессор. Дед физика Дмитрия Колкера.

## Биография
Родился в 1918 году в Тирасполе. В 1921 году после смерти матери вместе с отцом — Григорием Ароновичем Колкером (1883—1928), который работал врачом, переехал в Ленинград. Семья жила в Демидовском переулке, дом № 20. Обучение в школе совмещал с работой. В 1937 году поступил в Ленинградский институт воздушного флота, который окончил в 1941 году, получив специальность инженера-механика по самолетам и моторам. Некоторое время работал мастером по ремонту самолетов в Хабаровске, куда попал по распределению.
С началом Великой Отечественной войны добровольцем ушел на фронт, однако вскоре был направлен в город Арсеньев на авиационный завод, на котором проработал до 1948 года, дойдя до должности начальника конструкторской бригады.
В 1948 году был переведен в Сибирский научно-исследовательский институт авиации, на котором работал в различных должностях до 1984 года. Провел первые комплексные наземные и летные исследования самолетов различных ведомств на прочность и жесткость, создал методы и средства таких исследований, провел на всех трассах СССР вероятностные исследования нагрузок, действующих на самолет в полете, и турбулентности атмосферы.
Так исследовательские приборы, установленные на рейсовых самолетах Ту104, случайно помогли определить проблемы конструкции лайнера, приводившие к катастрофам, сформировать рекомендации по доработке лайнера и сформировать временные ограничения на эксплуатацию до устранения причин. На одной из машин, потерпевших катастрофу, оказались установлены приборы исследовательской группы И.Г. Колкера. И.Г. Колкер был вызван в Москву на доклад лично А.Н. Туполеву для дачи объяснений и это грозило серьезными неприятностями всем членам его исследовательской команды. Однако грамотный анализ информации и сделанный доклад был положительно воспринят А.Н. Туполевым и по его распоряжению группа в Новосибирске была усилена и оснащена новыми приборами. 
Параллельно занимался преподавательской деятельностью, в 1974 году получил звание профессора. С 1959 года работал в Новосибирском государственном техническом университете, принял активное участие в создание двух кафедр вуза, двух факультетов и двух отраслевых лабораторий. В 1960—1972 годах — декан самолётостроительного факультета, заведующий кафедрой самолётостроения, затем декан факультета приборных устройств и заведующий кафедрой приборных устройств, профессор кафедр теоретической механики и прочности летательных аппаратов. Читал курсы лекций по дисциплинам: «Расчет самолета на прочность», «Проектирование и расчет самолета», «Конструкция самолета», «Экспериментальные методы в механике», «Сопротивление материалов». Являлся видным ученым в области прочности летательных аппаратов.
Является автором более 100 научных работ и 19 патентов. Награжден правительственными и отраслевыми наградами.
Скончался в 2005 году в Новосибирске.
Внук Иосифа Григорьевича, Дмитрий Колкер, также стал известным учёным, специалистом по лазерной физике.